# Cymodopsis crassa
Cymodopsis crassa är en kräftdjursart som beskrevs av Baker 1926. Cymodopsis crassa ingår i släktet Cymodopsis och familjen klotkräftor. Inga underarter finns listade i Catalogue of Life.